# NGC 323
NGC 323 (również PGC 3374) – galaktyka eliptyczna (E), znajdująca się w gwiazdozbiorze Feniksa. Odkrył ją John Herschel 3 października 1834 roku.